# Naturschutzgebiet Knippertzbachtal

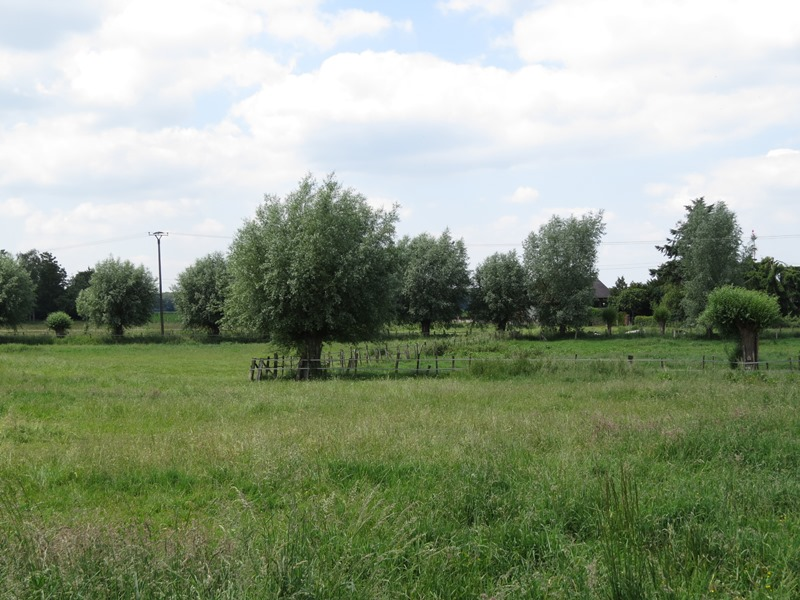
Naturschutzgebiet Knippertzbachtal (2014)

Das Naturschutzgebiet Knippertzbachtal befindet sich auf dem Gebiet der kreisfreien Stadt Mönchengladbach in Nordrhein-Westfalen. Das Naturschutzgebiet liegt im Mönchengladbacher Stadtteil Rheindahlen-Land nordwestlich von Broich entlang des Knippertzbaches.

## Bedeutung
Das 93,8214 Hektar große Gebiet ist seit 1990 unter der Kennung MG-002 als Naturschutzgebiet ausgewiesen. 